# Ian Livingston

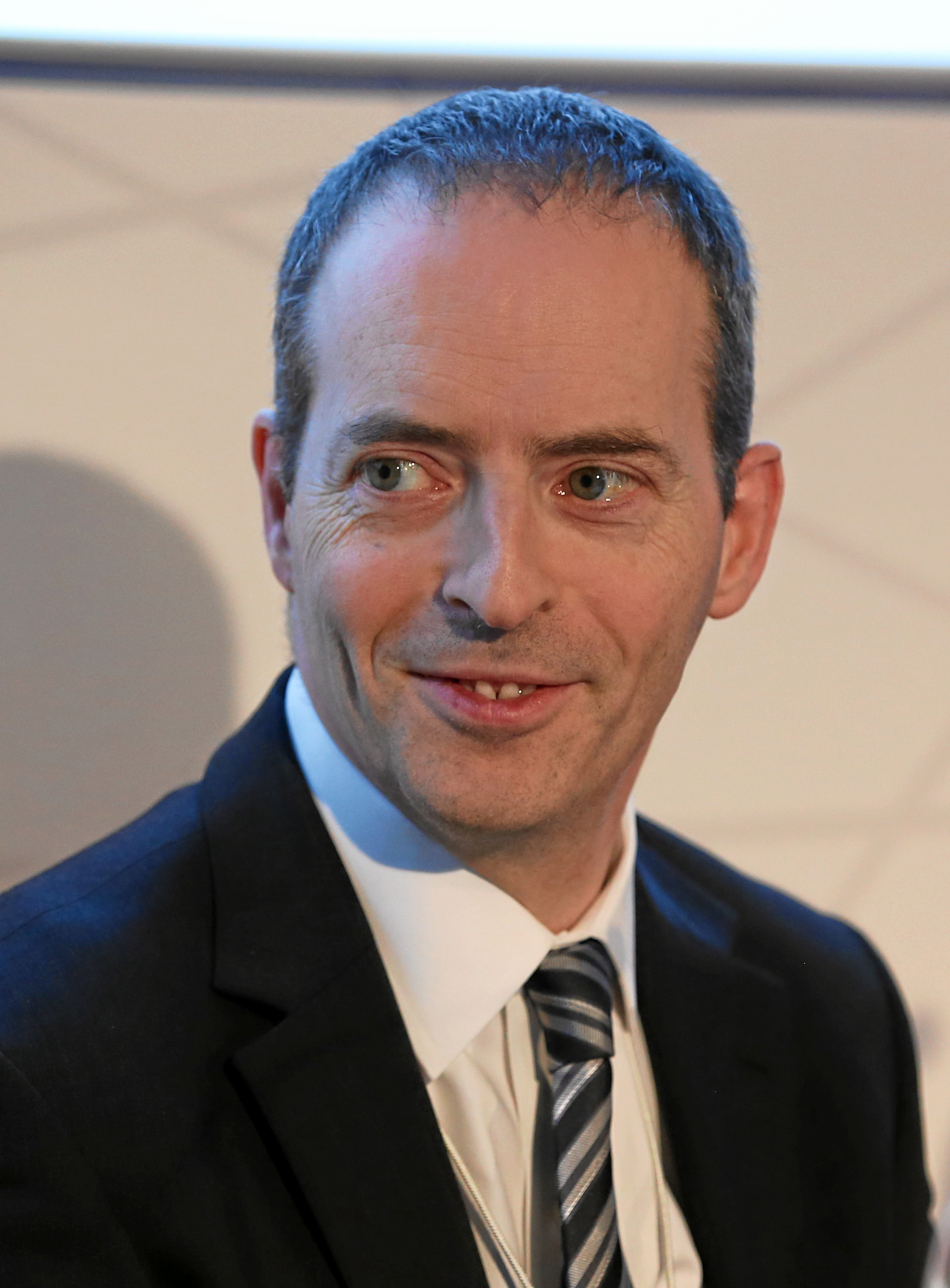

Ian Livingston, Baron Livingston of Parkhead (ur. 28 lipca 1964) – brytyjski polityk, członek Partii Konserwatywnej, par dożywotni. 
W 11 grudnia 2013 lord Livingston otrzymał ministra spraw zagranicznych w koalicyjnym rządzie Camerona.

## Odznaczenia
- tytuł Baron w Parlamencie UK (2013).